# Klotylda Clam-Gallasová
Klotylda hraběnka Clam-Gallasová, rozená hraběnka z Ditrichštejna (Clotilde Gabriela Josefa Antonia Gräfin von Clam-Gallas, geboren Gräfin von Dietrichstein-Proskau-Leslie) (25. června 1828 Smíchov – 31. října 1899, Pohled) byla rakouská šlechtična, jedna z dědiček obrovského majetku vymřelého knížecího rodu Ditrichštejnů.  Ve druhé polovině 19. století spravovala rozsáhlé velkostatky na Vysočině (Polná, Přibyslav, Žďár nad Sázavou). Jejím manželem byl generál a dlouholetý zemský velitel v Čechách hrabě Eduard Clam-Gallas (1805–1891).

## Životopis

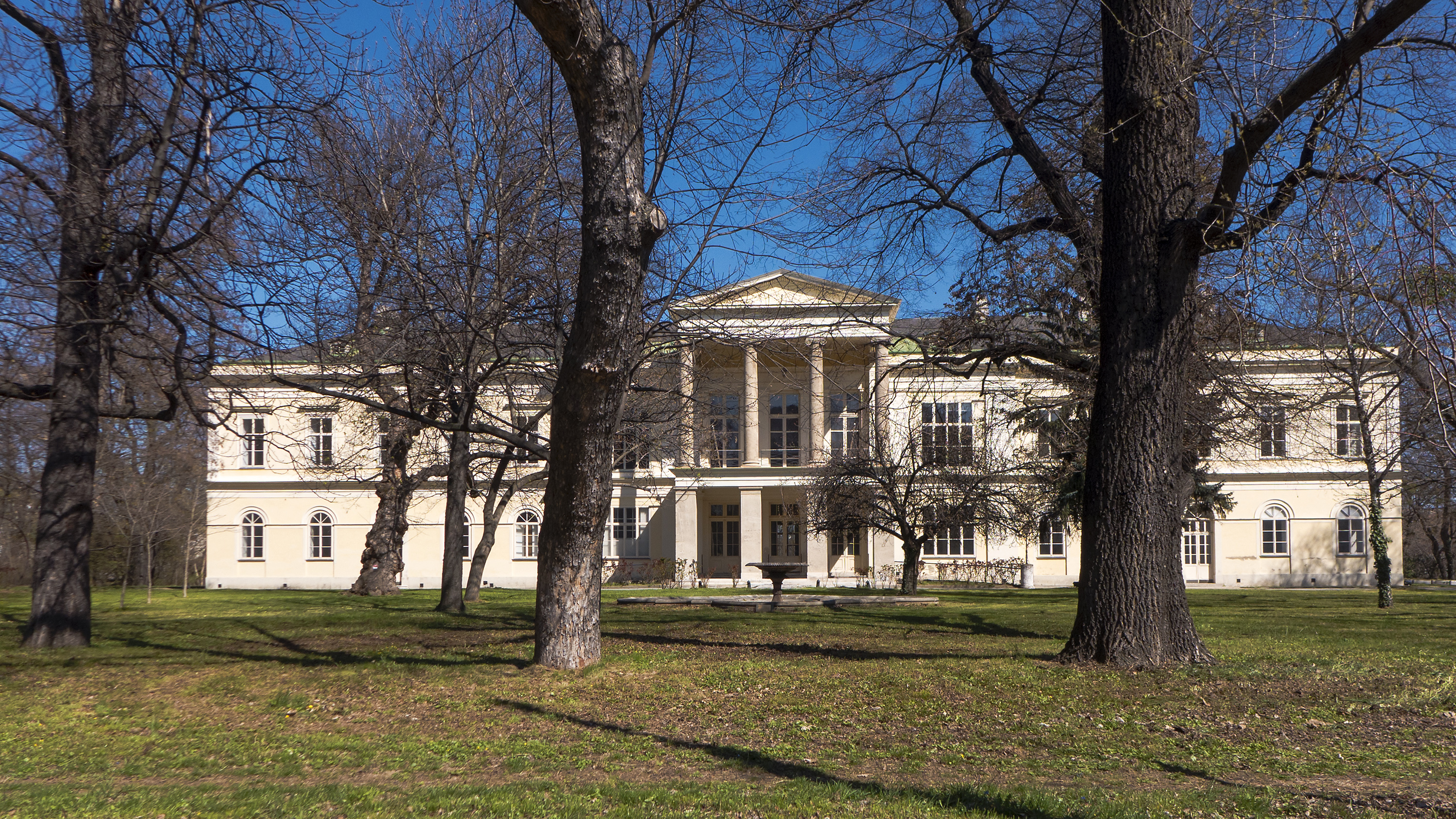
Ditrichštejnský, později Clam-Gallasův palác ve Vídni

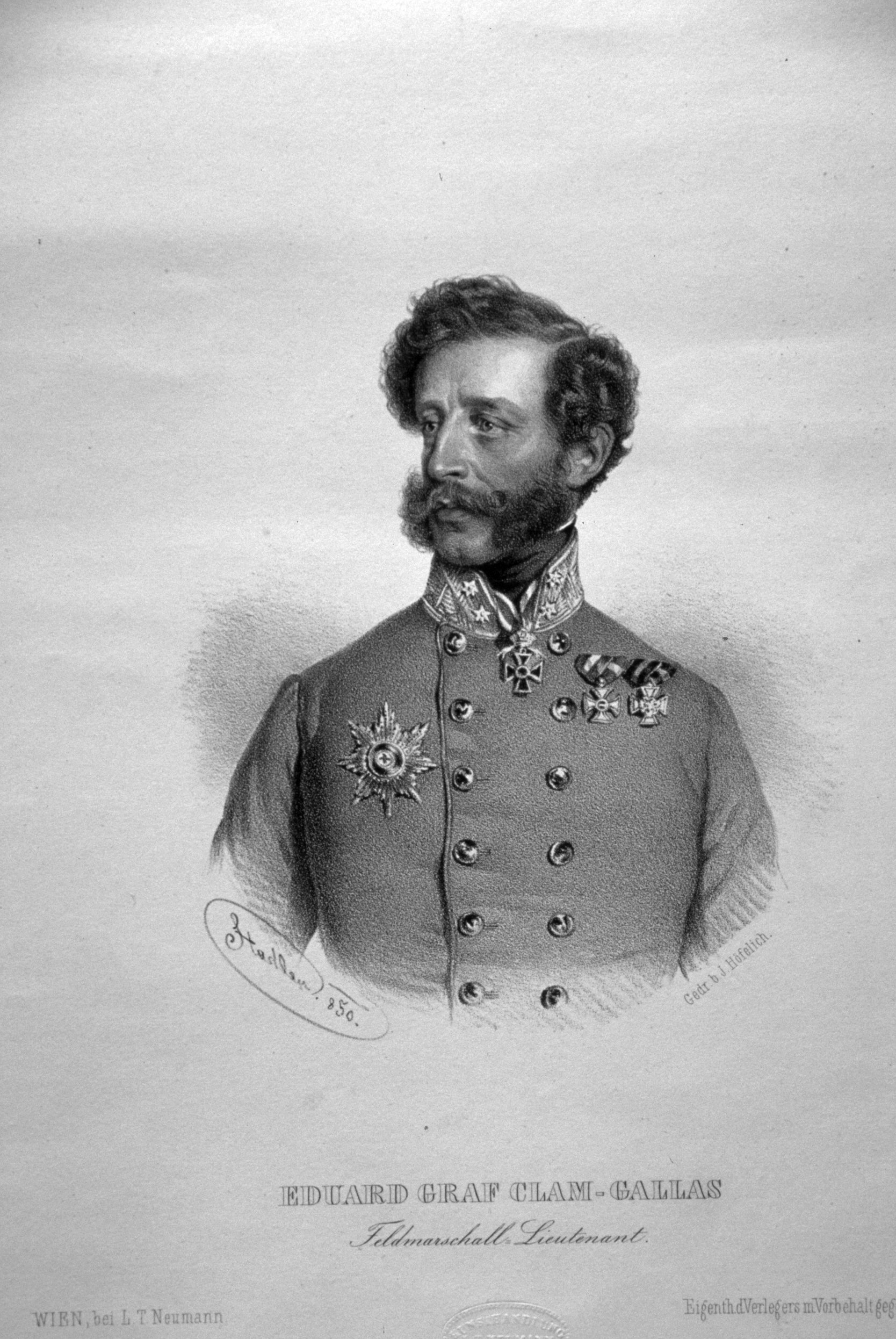
Klotyldin manžel generál hrabě Eduard Clam-Gallas (1805–1891)

Narodila se na Smíchově u Prahy jako nejmladší dcera předposledního knížete z rodu Ditrichštejnů, Josefa z Ditrichštejna (1798–1858), a jeho manželky Gabriely, rozené hraběnky Vratislavové z Mitrovic (1804–1880), dcery nejvyššího maršálka Josefa Antonína Vratislava z Mitrovic. Spolu se staršími sestrami pobírala od dětství apanáž 3 000 zlatých ročně vyplácených z rodového majetku. V roce 1850 se ve Vídni provdala za generála hraběte Eduarda Clam-Gallase (1805–1891), který byl o generaci starší. Žila s ním v Praze (kde byl Eduard dlouholetým vojenským velitelem) a na zámku Frýdlant, kde v roce 1858 náhle na mrtvici zemřel její otec Josef Ditrichštejn.
Po smrti Josefa Ditrichštejna došlo k jednání o rozdělení obrovského ditrichštejnského dědictví na Moravě, v Čechách a Rakousku. Josefův strýc Mořic (1775–1864) sice převzal knížecí titul, ale protože byl bezdětný, vzdal se nároků na majetek. Ditrichštejnské dědictví mělo být rozděleno mezi Klotyldu a její tři sestry, majetek byl rozdělen tak, aby na každou ze sester připadl stejný podíl ohodnocený na 1 800 000 zlatých. K rozdělení došlo v červnu 1862 na zámku v Mikulově formou losování. Klotylda si jako svůj podíl vylosovala majetek na Vysočině, velkostatky Polná-Přibyslav, bývalé klášterní panství Žďár nad Sázavou, menšími položkami byly statek Vojnův Městec a železárny v Ransku. K jejímu podílu patřil ještě rodový palác ve Vídni (Währinger Strasse 30), označovaný později jako palác Clam-Gallasů. Spojené velkostatky Polná-Přibyslav zahrnovaly 7 864 hektarů půdy, k Vojnovu Městci patřilo 3 285 hektarů půdy, mimoto také několik průmyslových podniků. V pozemkovém vlastnictví převládaly lesní porosty na Vysočině, k dědictví patřil také největší rybník na Vysočině, Velké Dářko. Klotylda rozšířila majetek v roce 1864, když od Silva-Tarouců přikoupila velkostatek Pohled o rozloze 918 hektarů půdy.
Ve Vídni vedla vyhlášený salón, zajímala se o umění, cestovala, angažovala se také v charitě. Stejně jako její sestry finančně podporovala úpravy církevních staveb na svých statcích. Byla c.k. palácovou dámou, dámou Hvězdového řádu a čestnou dámou Maltézského řádu.
Zemřela 31. října 1899 na zámku Pohled ve věku 71 let. Z manželství s Eduardem Clam-Gallasem měla tři děti. Jediný syn František (1854–1930) byl posledním mužským potomkem Clam-Gallasů a dědicem velkostatků Frýdlant, Liberec a Grabštejn. Starší dcera Eduardina (1851–1925) se provdala za knížete Jana Karla Khevenhüller-Metsche (1839–1905). Mladší Klotylda (1859–1947) měla za manžela uherského šlechtice Kolomana hraběte Festeticse (1847–1928). Eduardina a Klotylda byly dědičkami matčiných velkostatků Polná, Přibyslav, Žďár nad Sázavou a Pohled. Velkostatek Žďár po Eduardině úmrtí zdědila neteř Eleonora Clam-Gallasová, provdaná poprvé Schwarzenbergová, podruhé Kinská. Po restitucích po roce 1989 zůstává Žďár nad Sázavou majetkem Kinských.

### Rozdělení ditrichštejnského dědictví mezi dcery knížete Josefa Ditrichštejna
| Dědička                                                 | Velkostatky, nemovitosti | Hodnota podílu    | Čistá hodnota podílu po odečtení pasiv a dorovnání finanční hotovostí |
| ------------------------------------------------------- | --- | ----------------- | --------------------------------------------------------------------- |

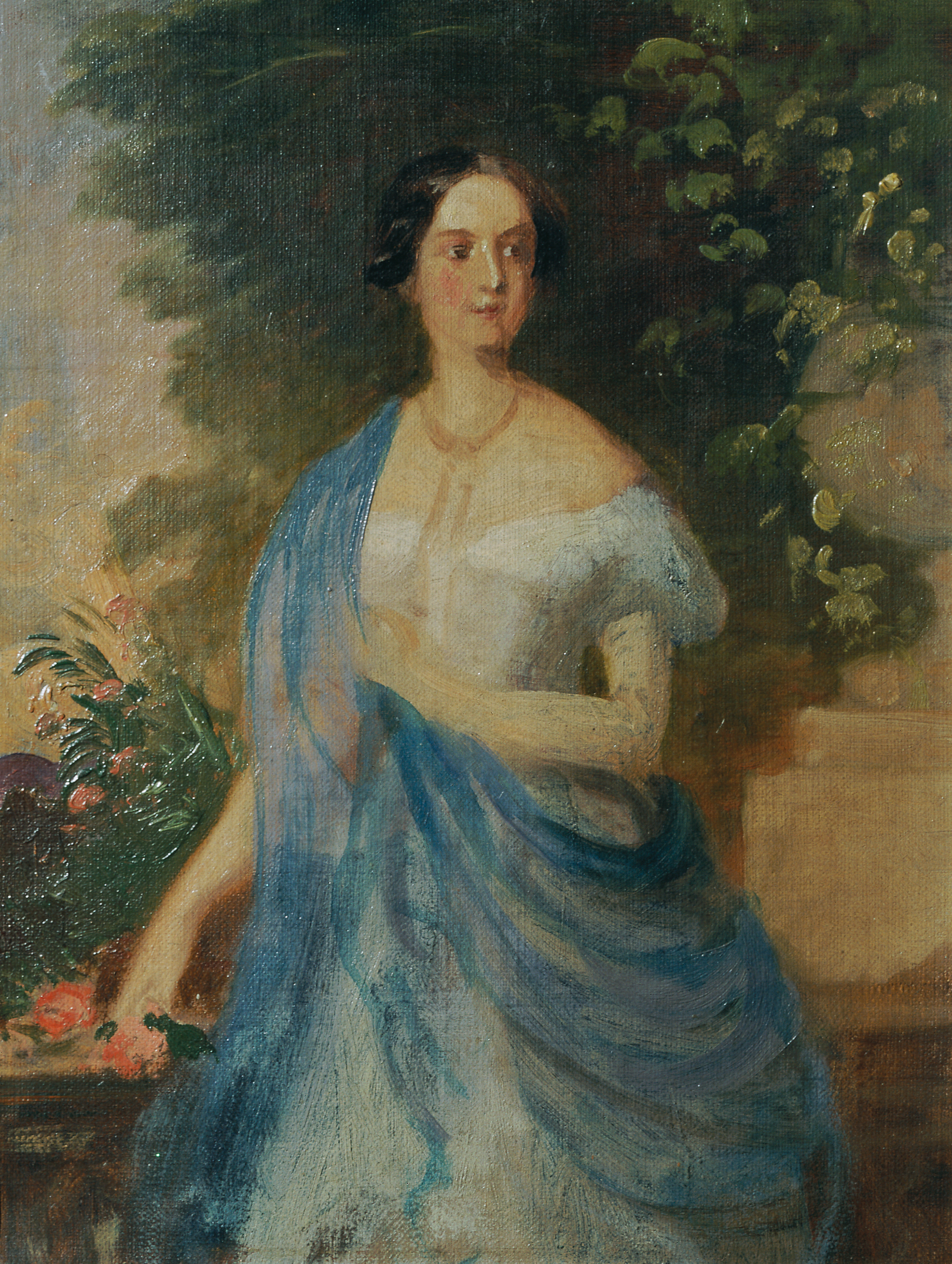
portrét Klotyldy od Franze Schrotzberga, asi 1870

| Terezie Herbersteinová (1822–1895)                      | Dolní Kounice, Grad (dnešní Slovinsko), Ristovec (dnešní Slovinsko) palác ve Vídni (Herrengasse 1) (jako nejstarší dcera převzala již v roce 1858 gundakarovský fideikomis (Libochovice, Budyně nad Ohří, Vlachovo Březí) | 1 772 209 zlatých | 1 846 020 zlatých                                                     |
| Alexandrina Dietrichstein-Mensdorff-Pouilly (1824–1906) | Mikulov palác ve Vídni (Minoritenplatz 3) | 1 760 091 zlatých | 1 846 020 zlatých                                                     |
| Gabriela Hatzfeldová (1825–1908)                        | Lipník nad Bečvou, Hranice, Helfštýn vila ve Weidinglau | 1 720 190 zlatých | 1 846 020 zlatých                                                     |
| Klotylda Clam-Gallasová (1828–1899)                     | Polná, Přibyslav, Vojnův Městec, Žďár nad Sázavou železárny Staré Ransko, palác ve Vídni (Währinger Strasse 30) | 1 688 864 zlatých | 1 846 020 zlatých                                                     |